# Quần đảo Aleut

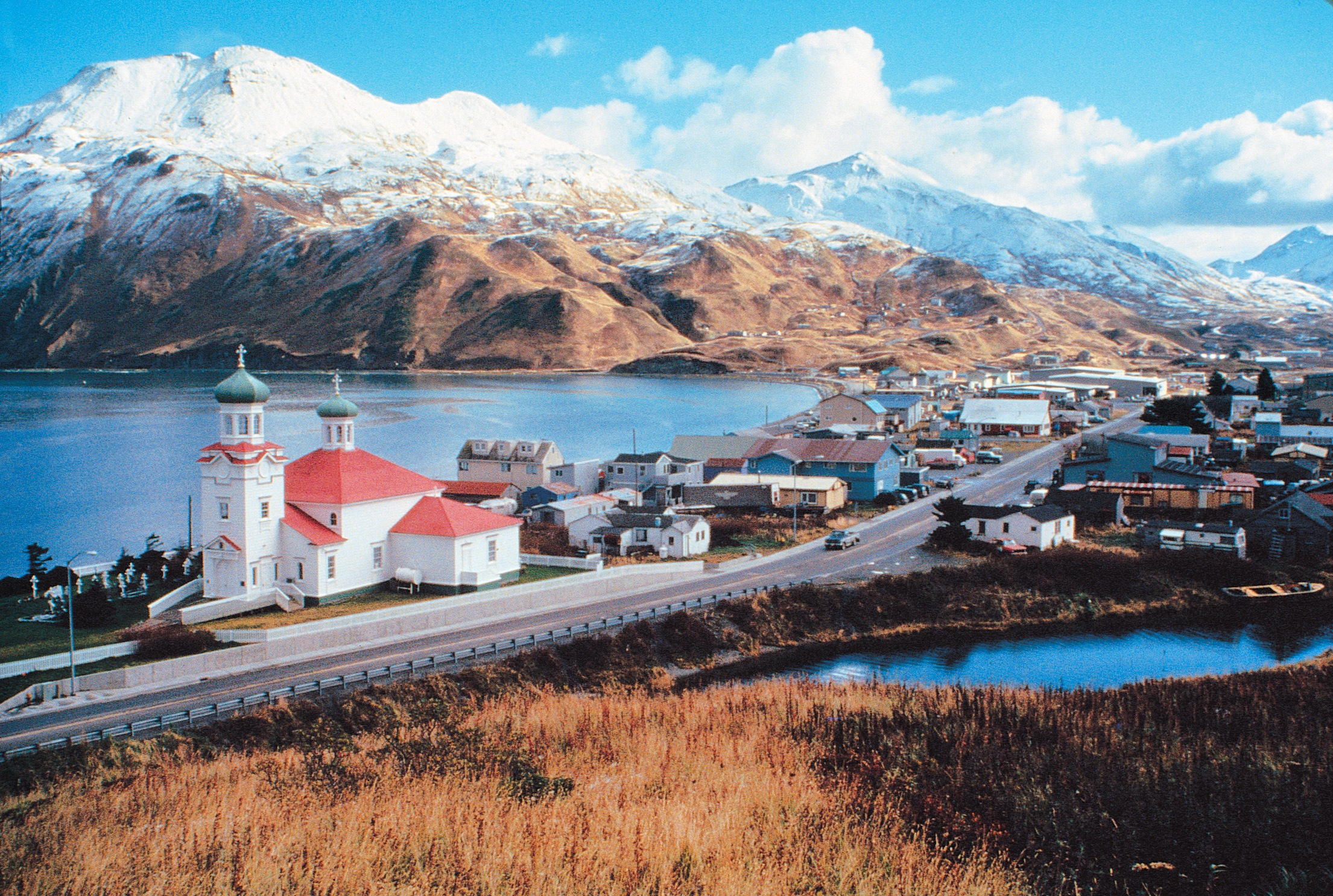
Đảo Unalaska trong Quần đảo Aleut

Quần đảo Aleut (có thể là từ tiếng Chukchi aliat có nghĩa là "đảo") là một chuỗi đảo gồm hơn 300 đảo núi lửa tạo thành một vòng cung đảo trong Bắc Thái Bình Dương, chiếm một diện tích khoảng 6.821 dặm vuông Anh (17.666 km²) và kéo dài khoảng 1.200 dặm Anh (1.900 km) về phía tây từ Bán đảo Alaska về phía Bán đảo Kamchatka. Vượt qua kinh tuyến 180°, quần đảo này là phần cận tây nhất của Hoa Kỳ (và về kỹ thuật mà nói cũng là phần cận đông nhất; xem các cực điểm của Hoa Kỳ). Gần như tất cả quần đảo là bộ phận của tiểu bang Alaska và thường được xem là nằm trong vùng "Alaskan Bush" nhưng phần cuối cực tây là Quần đảo Komandorski xa xôi hẻo lánh, nhỏ và có liên hệ về mặt địa lý thì nằm trong lãnh thổ của Nga. Quần đảo có 57 núi lửa và nằm trong phần phía bắc của Vành đai lửa Thái Bình Dương. Xa lộ vùng biển Alaska chạy qua quần đảo.
Về địa thể, quần đảo này là một bộ phận riêng biệt của vùng bờ viền Thái Bình Dương rộng lớn hơn mà đến lượt bờ viền này là một bộ phận của phân vùng địa thể Hệ thống Núi Thái Bình Dương.

## Địa lý

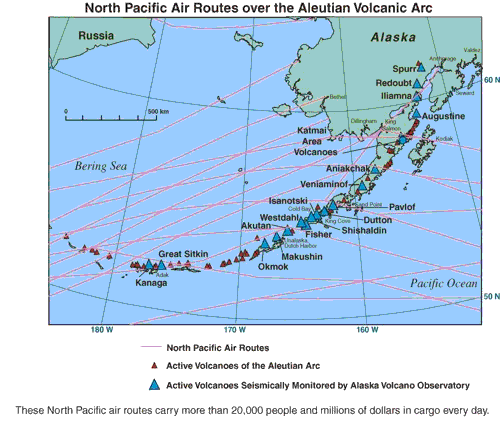
Các núi lửa còn hoạt động của Quần đảo Aleut

Quần đảo này được biết là Quần đảo Catherine trước năm 1867 gồm có năm nhóm đảo: Quần đảo Fox, Quần đảo Four Mountains, Quần đảo Andreanof, Quần đảo Rat và Quần đảo Near. Tất cả nằm trong vị trí giữa vĩ tuyến 52° và 55° Bắc, kinh tuyến 172° Đông và 163° Tây.
Trục của quần đảo này nơi gần đất liền Alaska có hướng quay về tây nam nhưng gần kinh tuyến 129 thì nó đổi hướng về phía tây bắc. Sự đổi hướng này tương xứng với một vòng cong gồm các vết nứt núi lửa mà góp phần hình thành các đảo này. Các chuỗi cong như thế được lập lại quanh Thái Bình Dương như được thấy tại Quần đảo Kuril, chuỗi quần đảo Nhật Bản và tại Philippines. Tất cả các vòng cung quần đảo này nằm ở rìa của Mảng kiến tạo Thái Bình Dương và trải qua nhiều hoạt động địa chấn, nhưng con người vẫn có thể sống được. Quần đảo Aleut nằm giữa hai mảng kiến tạo là Thái Bình Dương và Bắc Mỹ. Cao độ chung tại các quần đảo phía đông cao nhất và thấp nhất là ở phía tây. Dãy quần đảo này là một phần nối tiếp phía tây của dãy núi Aleutian trên đất liền.
Đa số các đảo này còn dấu tích núi lửa nguyên thủy, và có vô số chóp núi lửa trên phía bắc của chuỗi đảo. Một số trong các núi lửa này vẫn còn hoạt động. Tuy nhiên nhiều đảo không phải hoàn toàn là đảo núi lửa mà còn gồm có đá trầm tích và đá pha lê, và cũng có hổ phách và nền bằng than non. Các vùng duyên hải có đá và bị sóng bào mòn. Vùng đất gần biển rất nguy hiểm vì đất nhô lên ngay từ duyên hải lên thành các dãy núi cao và dốc.
Núi lửa Makushin cao 5.691 ft (1.735 mét) nằm trên Đảo Unalaska, không được thấy rõ từ bên trong thị trấn Unalaska mặc dù hơi nước bốc lên từ chóp hình nón của nó có thể được nhìn thấy trong một ngày bầu trời trong xanh (hiếm có). Cư dân của Unalaska chỉ cần leo lên một trong các ngọn đồi nhỏ hơn trong khu vực, thí dụ như Đỉnh Pyramid hay Núi Newhall là có thể nhìn thấy rõ chóp hình nón phủ tuyết của nó. Núi lửa Bogoslof và quần đảo Fire mà đã nhô lên từ dưới biển theo thứ tự vào năm 1796 và năm 1883 nằm cách Vịnh Unalaska khoảng 30 dặm Anh (48 km) về phía tây.

## Khí hậu
Khí hậu của quần đảo là khí hậu đại dương có nhiệt độ ôn hòa khá giống nhau và mưa nhiều. Sương mù hầu như thường xuyên. Thời tiết mùa hè mát mẻ nhiều hơn Đông nam Alaska (Sitka) nhưng nhiệt độ mùa đông của quần đảo và vùng Bán đảo Alaska thì gần như rất giống nhau. Nhiệt độ trung bình hàng năm cho Unalaska, đảo đông dân nhất của nhóm đảo, là khoảng 38 °F (3,4 °C), khoảng 30 °F (−1,1 °C) vào tháng giêng và khoảng 52 °F (11,1 °C) vào tháng 8. Nhiệt độ cao nhất và thấp nhất được ghi nhận là 78 °F (26 °C) và 5 °F (−15 °C) theo thứ tự. Lượng mưa trung bình hàng năm là khoảng 80 in (2.030 mm). Thị trấn Unalaska có khoảng 250 ngày mưa mỗi năm và được cho rằng là một trong những nơi có mưa nhiều nhất trong lãnh thổ của Hoa Kỳ. Loại khí hậu này chỉ có thể so sánh với loại khí hậu của: Iceland, Tierra del Fuego, Bán đảo Alaska lân cận, Nam Georgia, Đảo Macquarie, Đảo Heard và Quần đảo McDonald.

## Thực vật
Mùa trồng trọt kéo dài khoảng 135 ngày, từ đầu tháng năm cho đến cuối tháng 9 nhưng nông nghiệp chỉ hạn chế trồng một vài loại rau cải. Trừ một số cây liễu cằn cỗi, đa số vùng đất mênh mông của quần đảo không có cây cỏ bản xứ. Trên một số đảo như Adak và Amaknak, có một số cây ngành thông mọc, đó là những dấu tích còn lại của thời Nga làm chủ vùng đất này. Trong khi có các cây rất cao mọc trong nhiều vùng khí hậu lạnh trên thế giới, những cây thông mọc tại quần đảo này, có cây được ước tính già hai trăm năm tuổi, lại hiếm khi cao đến 10 ft. Nhiều cây chỉ cao dưới 5 ft. Lý do là vì các đảo này cũng giống như Quần đảo Falkland và các đảo khác nằm cùng vĩ độ gặp những cơn gió rất mạnh khiến các cây cao dễ bị thổi ngã.
Thay vì cây cối, quần đảo này được phủ đầy các loại cỏ và hoa.

## Kinh tế
Trên các đảo ít có núi hơn, việc chăn nuôi cừu và tuần lộc đã từng được tin là thực tiễn. Trên các đảo gần Mũi Sand cũng có bò Bison. Chăn nuôi cừu dường như đã chết dần với việc giới thiệu sợi tổng hợp làm giảm giá trị của lông trừu. Trong thập niên 1980, có một số lạc đà không bướu được nuôi trên Unalaska. Ngày nay, nền kinh tế chủ yếu dựa vào đánh cá và sự hiện của quân sự Mỹ. Nông sản duy nhất là khoai tây. Gà được nuôi tại các trang trại có nhà che chống lạnh.

## Nhân khẩu
Người dân bản xứ thường tự nhận mình là người Unangan, và hiện nay thường được đa số người không phải bản xứ gọi là người "Aleut".
Tiếng Aleut là một trong hai nhánh chính của nhóm tiếng Eskimo-Aleut. Nhóm tiếng này không được biết là có liên hệ với các ngôn ngữ khác hay không.
Theo điều tra dân số năm 2000, quần đảo có tổng số dân là 8.162 trong đó có 4.283 sống trong khu định cư chính Unalaska.